# Сейферт
Сейферт – шляхетський герб.

## Опис герба
Опис герба з використанням принципів бланзування, що запропоновані Альфредом Знамеровським:
У полі двоголовий орел, на шиї якого три палички в пояс.
Клейнод: над шоломом без корони, татарин від пояса зі списом у правій руці.

## Найбільш ранні згадки
Присвоєно Івану і Криштофу Сайфертом е Вокен, 10 лютого 1531.

## Роди
Оскільки герб був власним, право на користування ним належить тільки одному роду: Сейфертам.